# Riacho Carnaíba
O riacho Carnaíba é um curso de água brasileiro que banha o estado da Bahia. Tem sua nascente numa área da zona rural de Valente e atravessa a zona rural do município de Araci. A partir do Barragem do Poço Grande recebe nome de rio Poço Grande e permanece assim até sua foz (salvo pequena exceção). Já no trecho do rio que banha as terras pertencentes ao povoado de Bela Vista, em Araci, é chamado de rio da Roda.
Sua importância está não só do ponto de vista da ecologia local, mas também se apresenta como importante fator de economia. Foi motivado pela existência deste curso de água que em 14 de julho de 1966 o governo inaugurou uma das maiores represas da Bahia, a Barragem do Poço Grande (açude Araci) em Araci.
O riacho Carnaíba, apesar de conseguir atravessar grandes períodos de estiagem com certo volume de água, em algumas épocas do ano mantém-se sem correnteza e, em muitos trechos, separados por porções secas, por por essa razão pode ser considerado um curso de água do tipo  intermitente. Banha os municípios de Valente, atravessando todo território de Araci e jogando suas águas no rio Itapicuru no município de  Tucano. A partir da Barragem do Poço Grande (açude Araci) este curso de água se tornou um rio de água salobra.

## Economia
É na pesca que este curso de água mostra sua maior significância na economia local, sendo importante produtor de diversas especies de peixes, tais como traíra, piranha, piau, tilápia, piaba.
Na agricultura local ele dar também grande contribuição, sendo usando para irrigação de canteiros de produção de hortaliças.
Este riacho viabiliza diversas olarias de produção de tijolos artesanais e telhas, gerando renda para famílias naturais destas regiões, embora esta prática cause grande prejuízo ecológico, pois provocam escavações para retirada de argilas em suas margens, as deixam, em alguns pontos, muito desconfiguradas.[carece de fontes?]

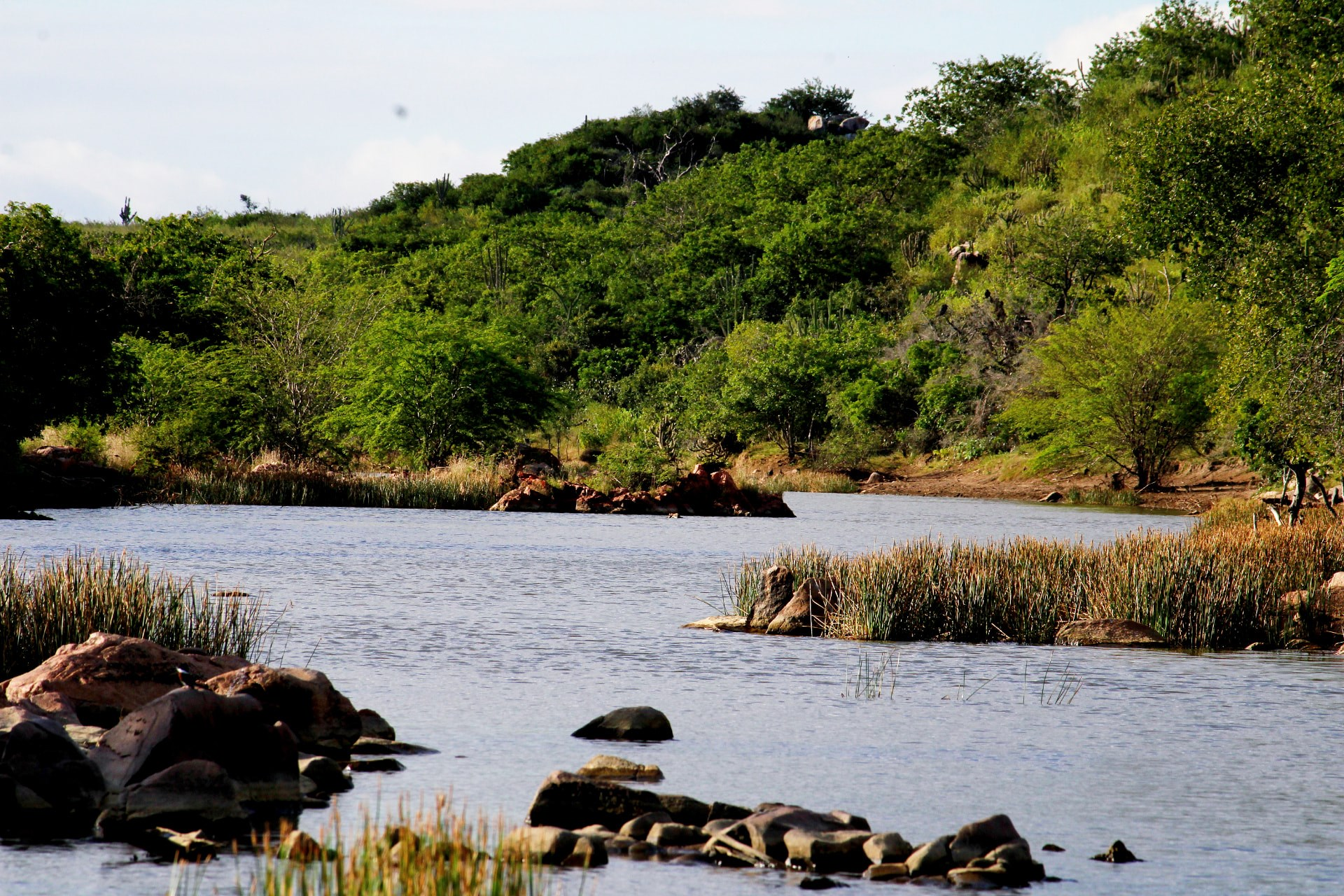
Rio Carnaîba vista de um trecho na região do Povoado de Bela Vista - Araci Bahia